# ريو داس مورتس (فلم)
ريو داس مورتس (بالبرتغالية: Rio das Mortes) فيلم ألماني غربي لعام 1971، للمخرج راينر فيرنر فاسبيندر، هو فيلمه الثامن، وهو واحد من أفلام فاسبيندر الكوميدية النادرة. الفيلم من تمثيل مجموعة فاسبيندر الدائمين، مثل هانا شيجولا وجونتر كوفمان وغيرهم. الفيلم يتتبع ميشيل وجونتر، اللذان يعملان في وظائف لا مستقبل لها، مهووسون بالذهاب إلى بيرو للعثور على كنز مدفون، باستخدام خريطة ريو داس مورتس. تسخر "هنا"، صديقة ميشيل، من خطتهم، لكنها في الحقيقة تريد الزواج فقط.

## طاقم التمثيل
هانا شيجولا: في دور هانا
مايكل كونيغ: في دور ميشيل
جونتر كوفمان: في دور جونتر
كاترين شاكي: في دور كاترين صديقة هانا
هاري باير: في دور زميل ميشال
أولي لوميل: في دور بائع السيارات
إنجريد كافين: في دور زميلة هانا
ماجدالينا مونتيزوما: في دور زميلة هانا
كيرت راب: في دور عامل محطة الوقود
يواكيم فون مينجرهاوزن: في دور يواكيم صديق كاترين
ليلو بيمبيت: في دور والدة جونتر
والتر سيدلماير: في دور السكرتير
راينر فيرنر فاسبيندر: في دور شريك هانا في الرقص

## أحداث الفيلم
يعيش مايك وجونتر حياة مملة في ميونيخ. هانا صديقة مايك تريد الزواج لكنه غير مهتم. حصل الصديقان على خريطة كنز لمنطقة ريو داس مورتيس وقررا البدء في العثور عليه في بيرو. يبدأ البحث عن الحرية والمغامرة. بالرغم من معارضة هانا، يبيع الرجلان السيارة في محاولة لجمع المال، ويبدو أن جهلهم وحماقاتهم يؤديان إلى الفشل، لكن في النهاية، بالحظ فقط، يجدوا ممولًا، وفي المشهد الأخير، وفي مطار ميونيخ، تظهر هانا الرافضة لخططهم وتحاول إطلاق النار عليهم أثناء سيرهم إلى الطائرة باحثين عن الثراء والمغامرة.